# Seestraße 16 (Unterschondorf)

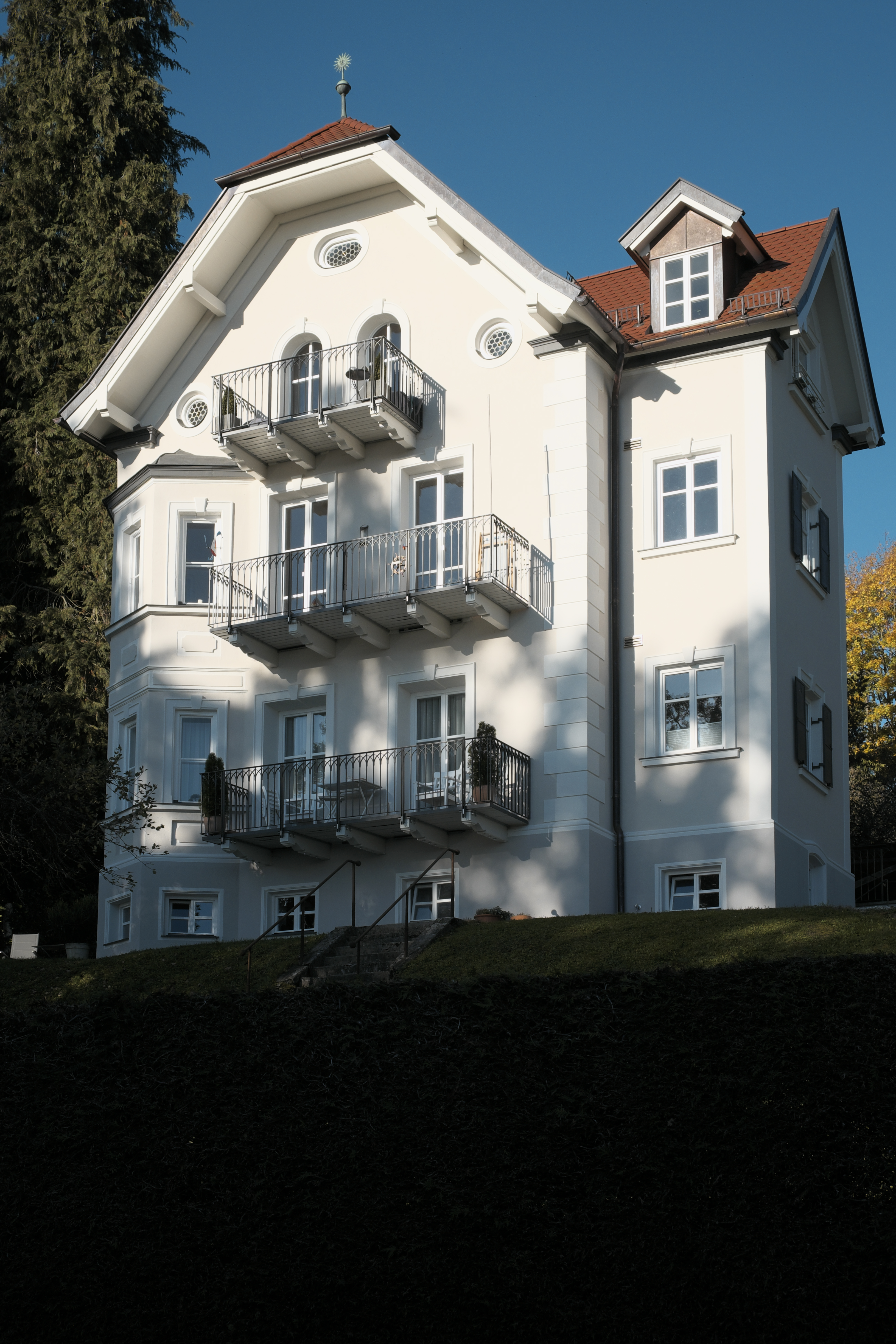
Wohnhaus Seestraße 16 in Unterschondorf

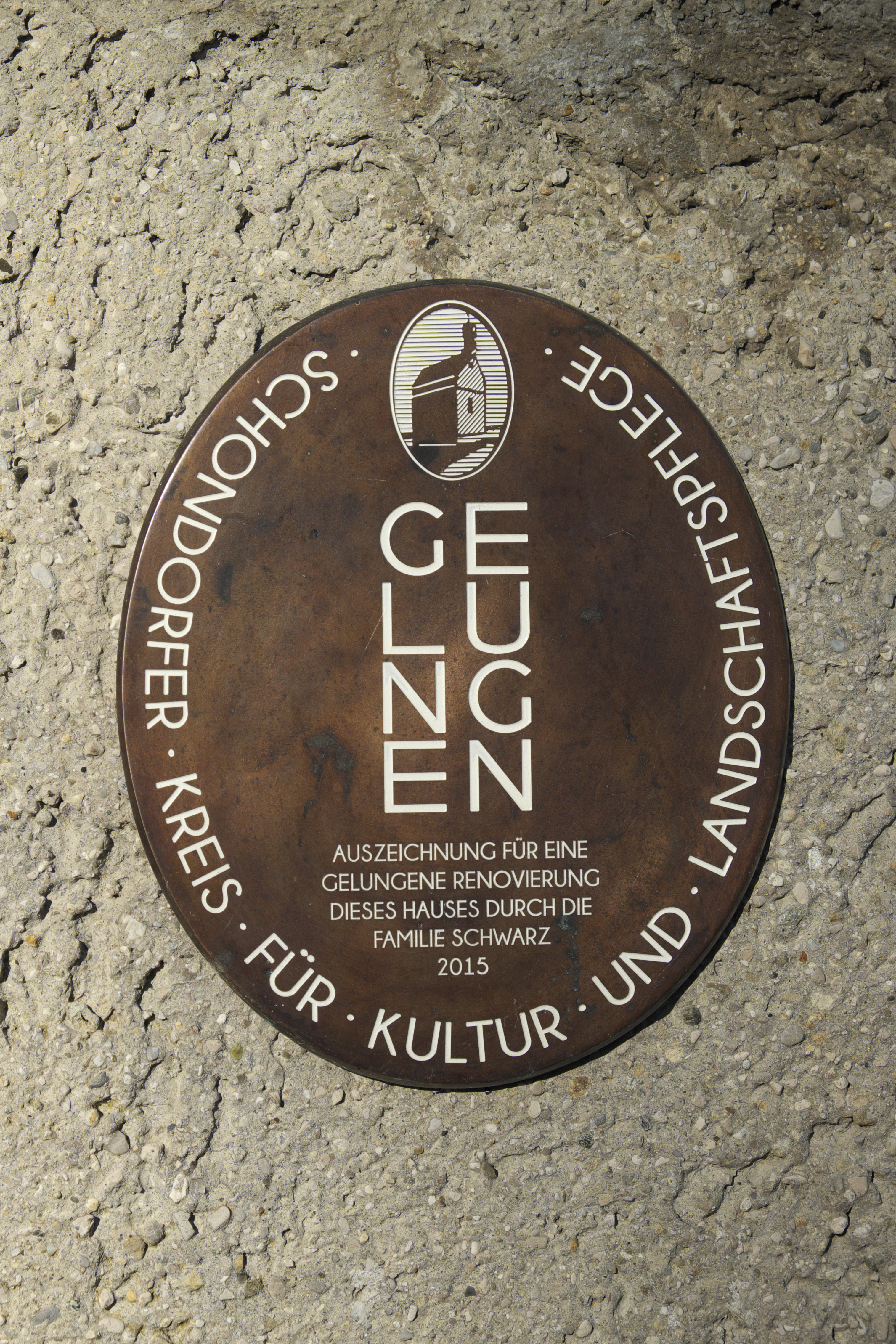
Auszeichnungsplakette

Das Gebäude Seestraße 16 in Unterschondorf, einem Ortsteil der Gemeinde Schondorf am Ammersee im oberbayerischen Landkreis Landsberg am Lech, wurde um 1900 errichtet. Die Renovierung der Villa wurde 2015 als gelungen ausgezeichnet.
Die dreigeschossige Villa am Hang mit Blick zum Ammersee unterscheidet sich von den anderen Villen der Straße (z. B. Seestraße 18 und Seestraße 12) durch ihren modernen Stil, der eher an städtische Wohnhäuser der Zeit erinnert.